# 龍神堂 (堺市)
龍神堂（りゅうじんどう）は、大阪府堺市堺区にある龍神を祭った神社である。1835年（天保6年）に善法寺の敷地に創建された。

## 祭神
- 龍神
  - 白龍大神
  - 白長龍王
  - 八王大龍神
  - 豊龍大神

- 摂社・末社
  - 延命地蔵菩薩
  - 子安地蔵大菩薩
  - 弥勒菩薩

## 歴史

### 創建
1835年（天保6年）、現在の大浜1丁目に善法寺が建立された。庫裏に龍神堂と絵馬堂を設置し、慈眼院の龍神尊を遷座した。通称、龍神堂といわれる。
『文久改正堺大絵図』（1863年）、『泉州堺港新地繁栄之図』（1836年頃）に「善法寺」がみえる。

### 廃寺
明治時代の廃仏毀釈により、善法寺は廃寺となる。しかし、本堂は残されていた。本堂は、西面三間四方の瓦葺賽珠型の建築であった。『堺市史』第7巻には、本堂の写真が掲載されている。
廃寺の跡地に、社交クラブの旭館（朝日館）が建てられ、敷地内に龍神堂が残った。

### 移転
1930年（昭和5年）、国道26号の敷設のため、地元の有志の願いにより現在の場所に移設された。　

## 交通アクセス
- 南海本線堺駅から西方向へ徒歩5分。

## ギャラリー

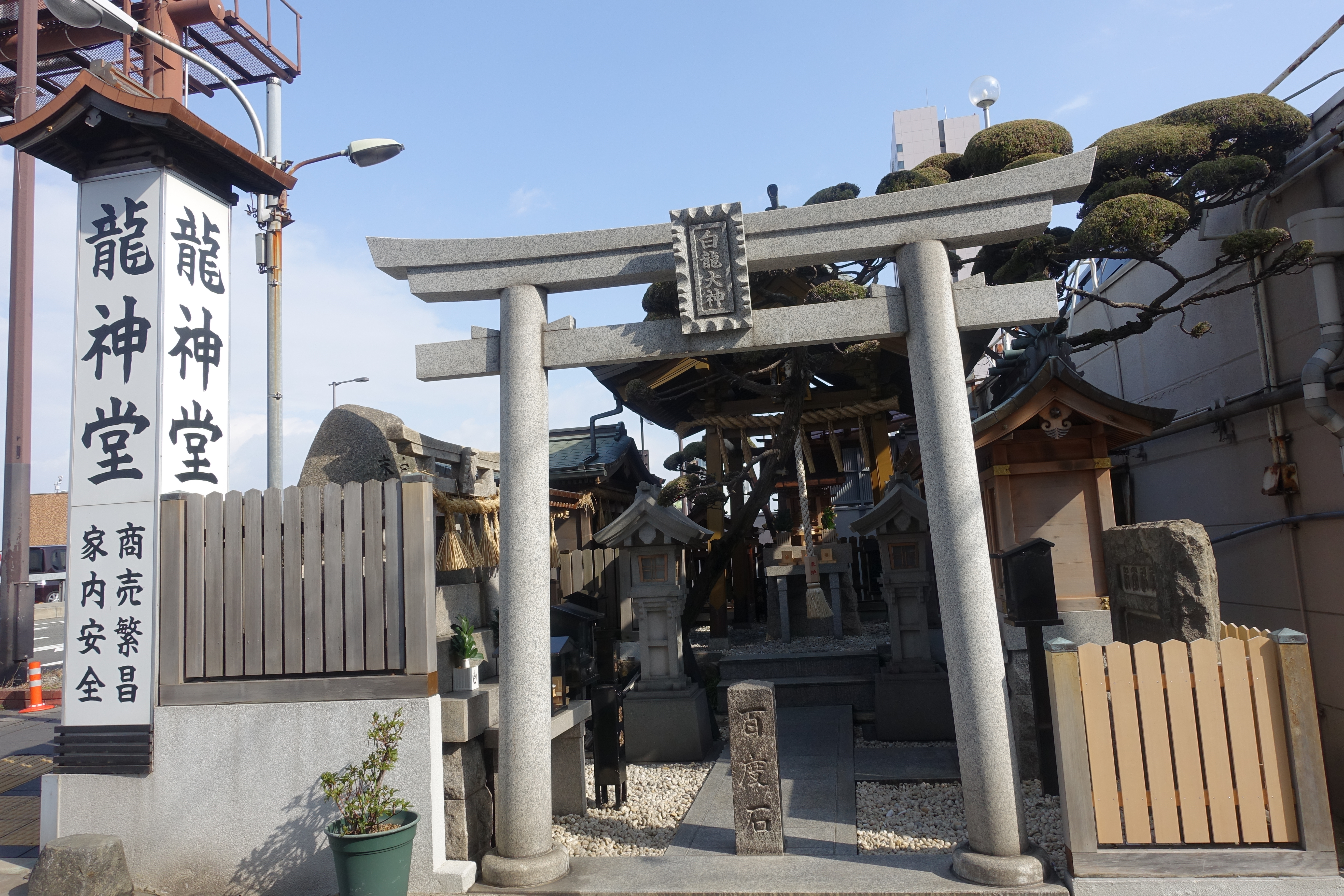
龍神堂全景
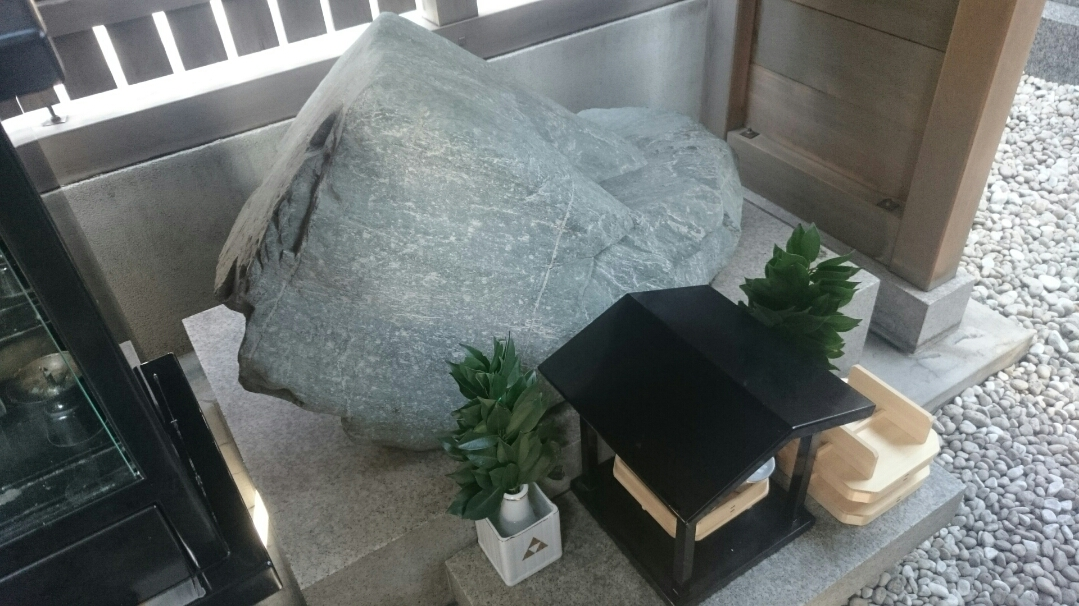
ご神体（岩）白長龍王
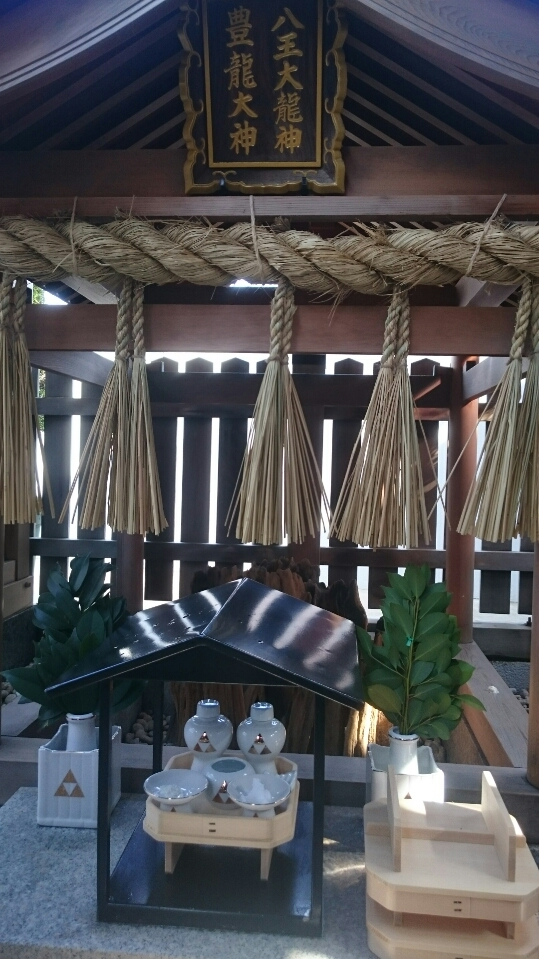
八王大龍神豊龍大神（木）
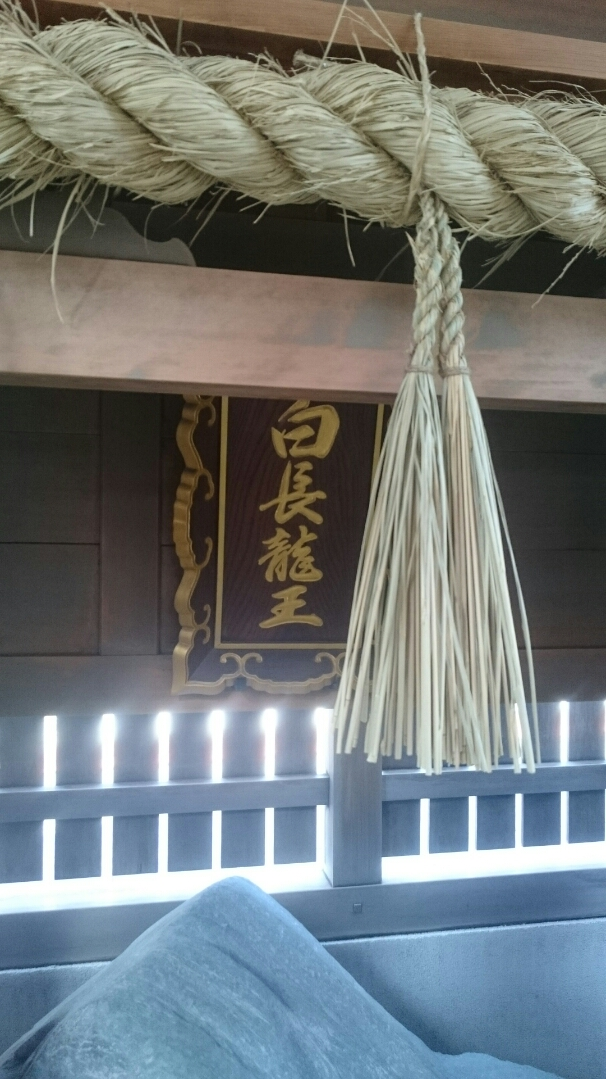
白長龍王の社
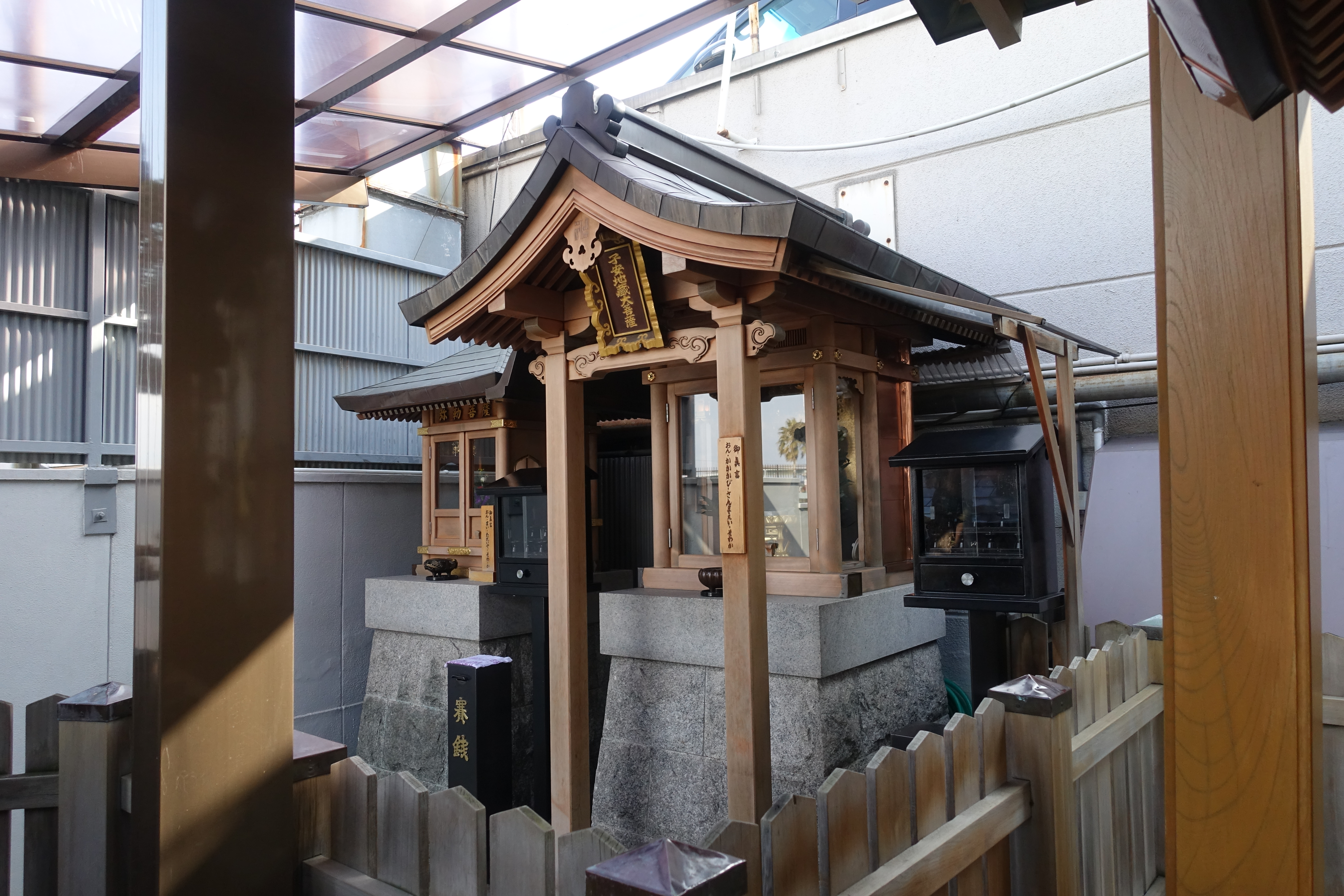
子安地蔵大菩薩・弥勒菩薩
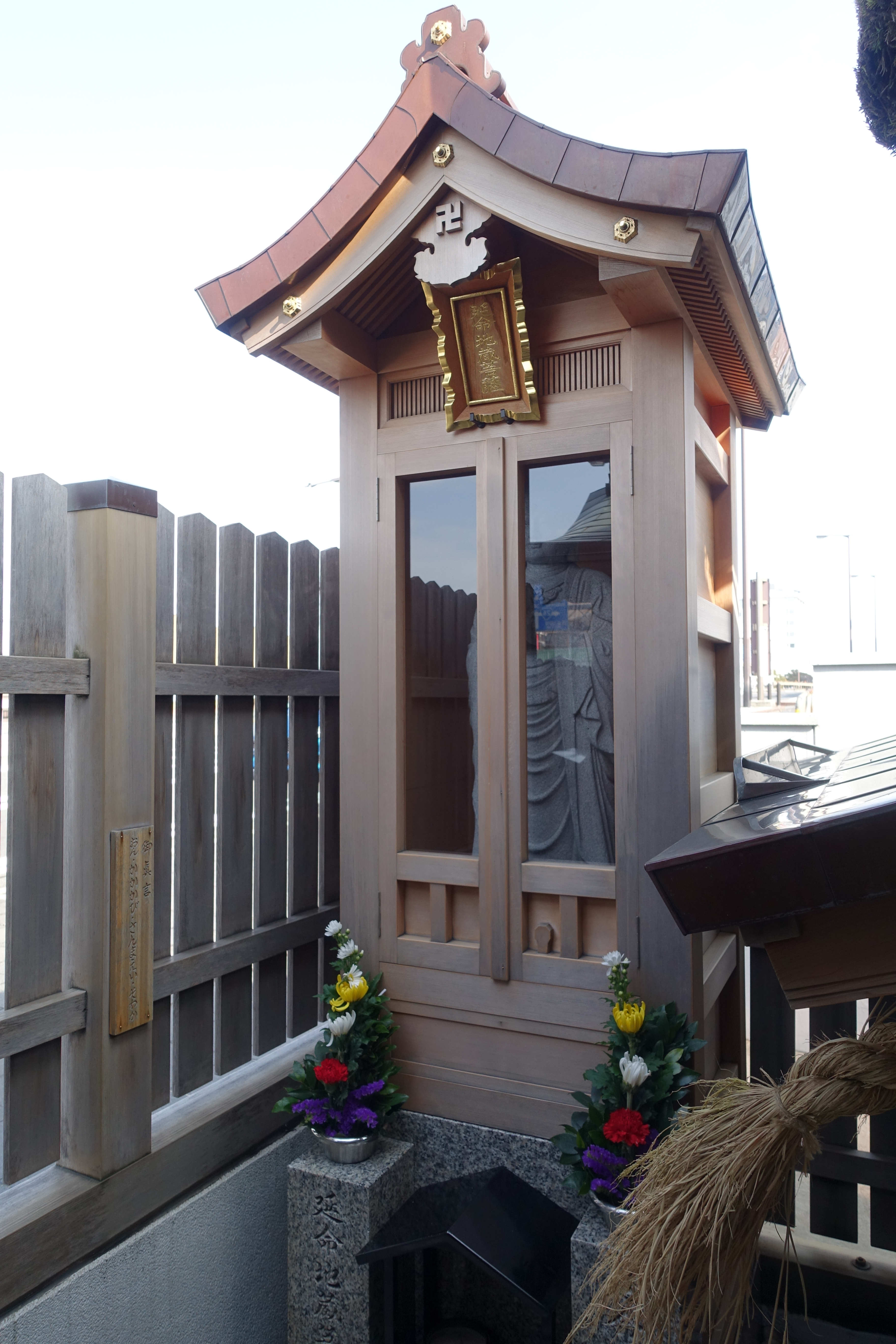
延命地蔵菩薩
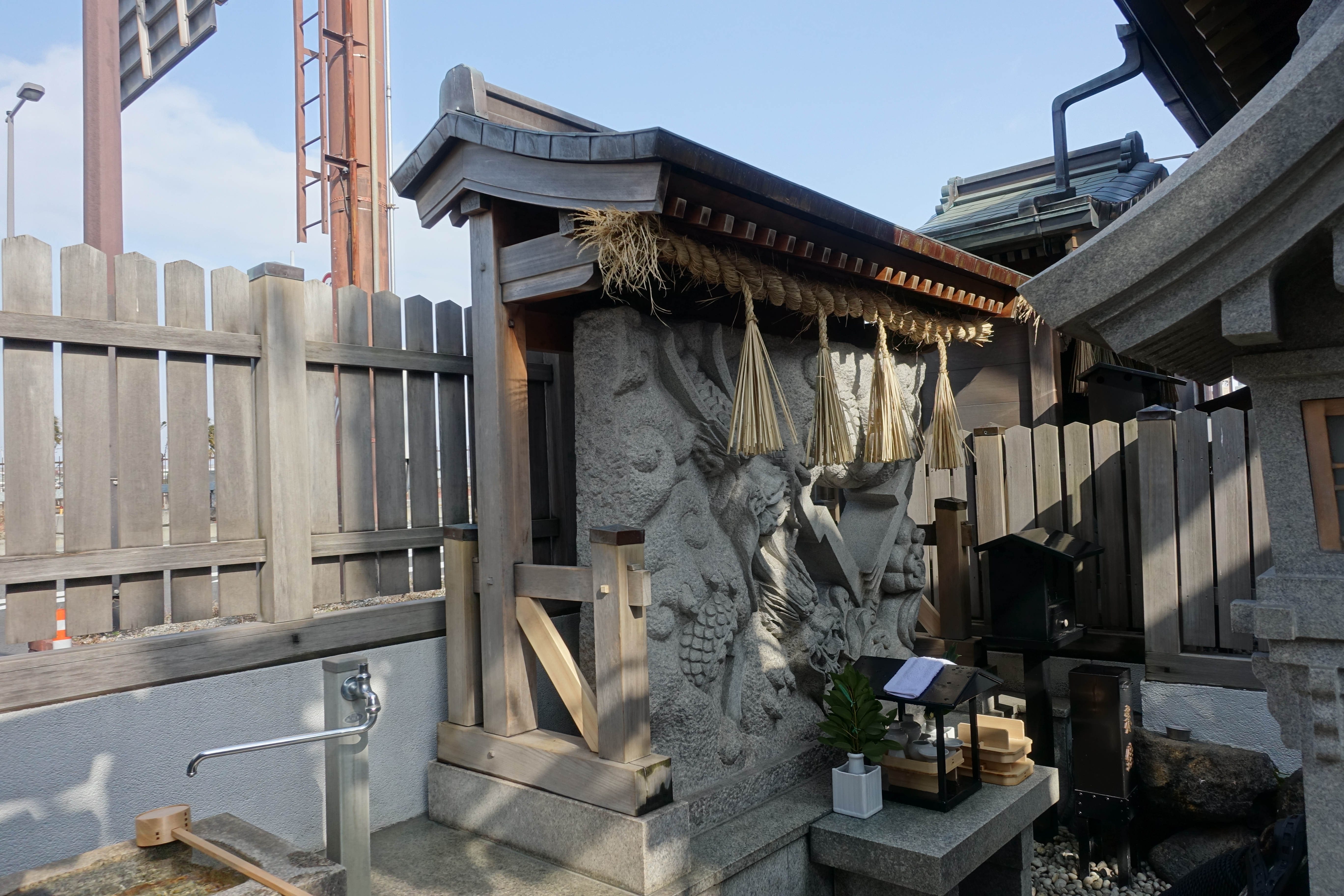
龍神堂内の像